# Karkop
Karkop ou Qarkop (en arménien Քարկոփ) est une communauté rurale du marz de Lorri en Arménie. En 2008, elle compte 419 habitants.